# Львов Віктор Анатолійович
Віктор Анатолійович Львов (17 березня 1954, Харків) — український учений, фізик. Доктор фізико-математичних наук (1995), професор (2002). Премія НАН України імені Г. В. Курдюмова (2009).
Закінчив у 1978 році фізико-технічний факультет Харківського університету. 
1983 році захистив кандидатську дисертацію «Симетрийный анализ спин-флип переходов и доменных границ в антиферромагнетиках», 
1995 році захистив докторську дисертацію «Фазовые переходы, обусловленные слабым ферромагнетизмом антиферромагнетиков».

## Трудова діяльність
1978—1982 Донецький фізико-технічний інститут АН УРСР.
1983—1985 Інститут теоретичної фізики АН УРСР.
1986—1995 Інститут металофізики НАН України (НАН УРСР).
1995—2024 Київський національний університет імені Тараса Шевченка, від 2010 — за сумісництвом провідний науковий співробітник відділу теоретичної фізики Інституту магнетизму НАНУ (Київ), як основне місце роботи від 2024- провідний науковий співробітник відділу фізики плівок.
З 1995 — доцент, а з 2000 — професор Київський національний університет імені Тараса Шевченка.

## Напрями наукових досліджень
Фізичні властивості сплавів з ефектом пам'яті форми, фізика магнітовпорядкованих середовищ.
Основні напрями наукової діяльності — термодинаміка сплавів з ефектом пам'яті форми, теорія фазових переходів, теорія спін-залежних явищ у напівпровідниках та фізика магнітовпорядкованих середовищ. Підготував 3 кандидатів наук. Член спеціальної вченої ради при Донецькому фізико-технічному інституті НАН України та Інституті магнетизму НАН України, входить до штату рецензентів низки журналів, що видаються під егідою Американського фізичного товариства.
Протягом багатьох років проводив лекції з курсів алгебри та диференціальних рівнянь. Читає лекції з математичного аналізу. У різні роки читав лекції з фізики магнітних явищ, статистичної фізики та фізики напівпровідників. Є автором 2 монографій і 80 наукових статей.

## Основні праці
Фізичні основи спінової електроніки. К., 2002; Fluctuating stress as the origin of the time dependent magnetostrain effect in Ni–Mn–Ga martensites // Phys. Rev. B. 2005. Vol. 71; The role of anisotropic thermal expansion of shape memory alloys in the ir functional properties // Acta Materialia. 2009. Vol. 57; Лінійна алгебра для фізиків. К., 2010; Векторна алгебра та аналітична геометрія. К., 2010; Entropy change of martensitic transformation in ferromagnetic shape memory alloys // Acta Materialia. 2013. Vol. 61 (усі — співавт.).